# 印第安黑德 (馬里蘭州)
印第安黑德（英語：Indian Head）是一個位於美國馬里蘭州查爾斯縣的市鎮。

## 人口
根據2020年美國人口普查的數據，印第安黑德的面積為3.19平方千米，當中陸地面積為3.19平方千米，而水域面積為0.00平方千米。當地共有人口3894人，而人口密度為每平方千米1,221人。